# Orotate phosphoribosyltransférase
L'orotate phosphoribosyltransférase (OPRT) est une glycosyltransférase qui catalyse la réaction :
orotidine-5'-phosphate + pyrophosphate  {\displaystyle \rightleftharpoons }  orotate + 5-phospho-α-D-ribose-1-diphosphate.
Cette enzyme intervient dans la biosynthèse des pyrimidines. Chez les levures et les bactéries, il s'agit d'une enzyme indépendante avec un gène unique, tandis que, chez les mammifères et les autres organismes multicellulaires, cette fonction catalytique est assurée par un domaine de l'uridine monophosphate synthétase, une enzyme bifonctionnelle portant également l'activité orotidine-5'-phosphate décarboxylase (EC 4.1.1.23). 